# Oslac

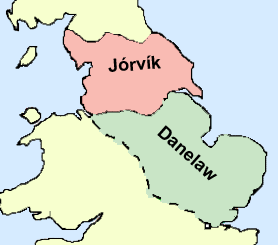
Zaróżowiony obszar pod napisem Jorvik (czyli York) mniej więcej odpowiada terytorium Oslaca. York nie był traktowany jako odrębna część Danelagh.

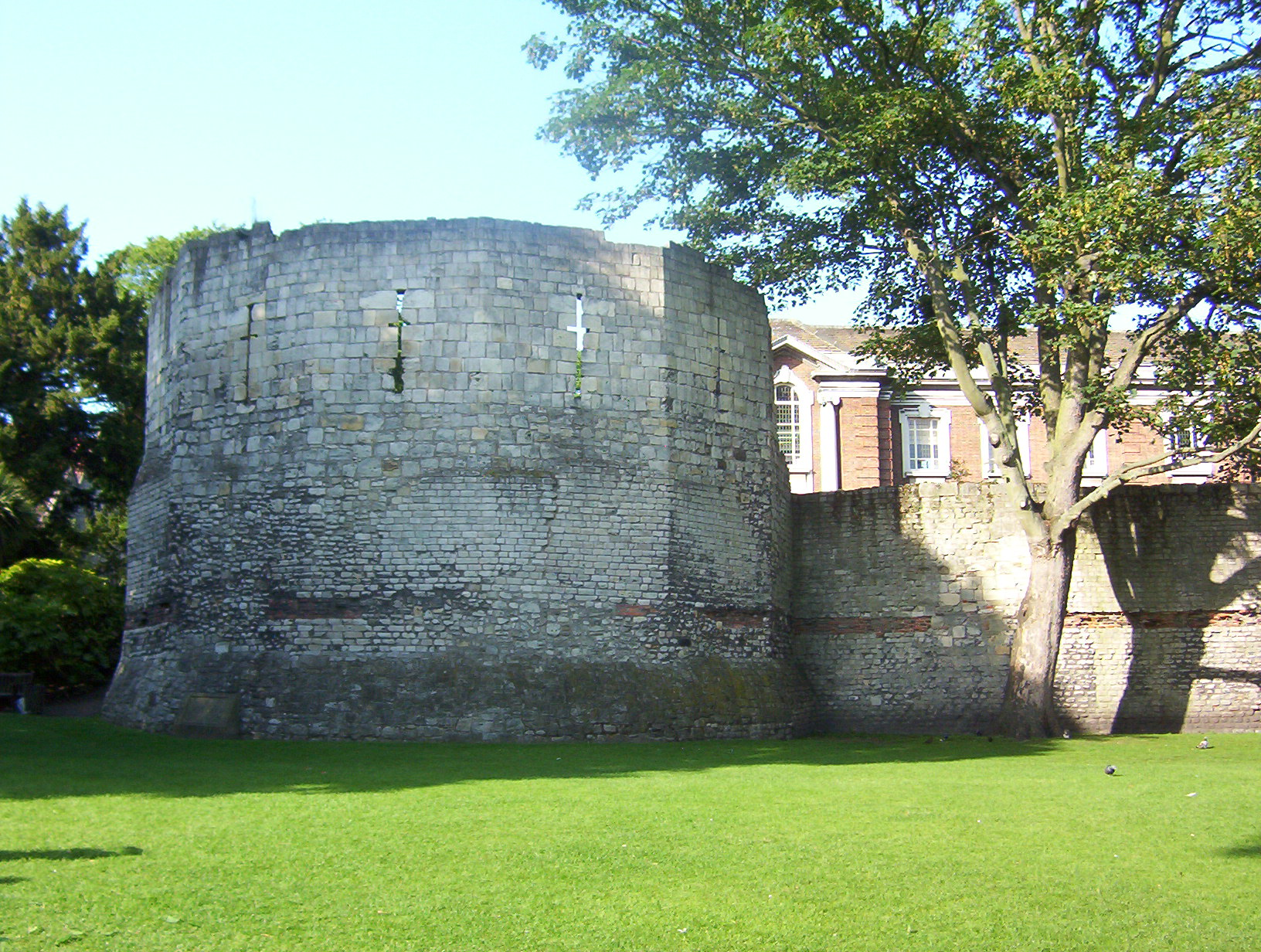
Rzymskie fortyfikacje w Yorku

Król Edgar, władca i patron Oslaca

Oslac (fl. 966–975) uważany jest za pierwszego earla Yorku i przyległych terytoriów o powierzchni zbliżonej do Nortumbrii. Ze względu na ubogość źródeł historycznych jego pochodzenie jest niejasne i historycy spierają się w kwestiach dotyczących jego rodziny i tożsamości etnicznej. Uważa się, że Oslac został earlem Yorku w roku 966 i sprawował urząd aż do swego upadku w 975 roku.
Oslac zdaje się być pierwszym earlem południowej, a nie zjednoczonej, Nortumbrii, choć została ona rozdzielona na dwa hrabstwa dopiero po jego śmierci. O jego karierze earla niewiele wiadomo, poza legendą mówiącą, że eskortował króla Kennetha II Szkockiego na angielski dwór oraz że został usunięty z Anglii w roku 975. Wszelkie informacje na temat jego życia po tym wydarzeniu są niepotwierdzone. Miał jednego znanego syna, ale nie wiadomo, czy kiedykolwiek został on jego sukcesorem.

## Początki
Początki Oslaca są niejasne. Żadne dostępne źródła nie wskazują na jakiekolwiek relacje ze znanymi osobistościami. Według niektórych historyków imię Oslac sugeruje nordyckie pochodzenie. Susan Whitelock wskazuje na fakt, że imię Oslac jest często zangielszczoną wersją staroskandynawskiego imienia Áslákr, podczas gdy autorzy hasła o Oslacu w Biographical Dictionary of Dark Age Britain („Biograficzny słownik ciemnych wieków Brytanii”) komentują, że imię to sugeruje pochodzenie z Danelagh, co stanowiłoby poparcie dla teorii, że to syn Oslaca,  Thored, władał po nim ziemiami Cambridgeshire.
Z drugiej strony, Oslac to też typowo angielskie imię. Element "Os" w imieniu Oslac pojawia się w imieniu poprzedniego earla Yorku – Osulfa z Bamburghu. Wskazuje to na związki z rodziną Bamburgh z północnej Anglii.

## Akcesja
"Kronika anglosaska" (Anglo-Saxon Chronicle) zawiera zapisek dotyczący najazdu Thoreda, syna Gunnara, na Westmoreland w 966 roku i fakt przejęcia ealdormanu przez Oslaca. Niektórzy historycy biorą to za znak, iż Oslac stał się starszym ealdormanem całej Nortumbrii, włączając w to terytorium Bamburghu.
Istnieją zapisy na temat Oslaca poświadczającego w roku 963 nadawanie włości feudalnych, co może znaczyć, że już wtedy był earlem i implikowałoby to śmierć lub pochówek jego poprzednika Osulfa.
Niektóre z tych aktów nadania ziem są dość problematyczne jako dokumenty źródłowe, choć zapisane są tylko w późnych kartulariuszach, do których mogły wkraść się błędy w czasie ich przepisywania. Ponadto dekret z 966 roku wydany przez księcia Thoreda jest poświadczony przez Oslaca, co sugeruje akcesję ealdormanu York przed rokiem 966.

## Podział Nortumbrii
De primo Saxonum adventu, jedenasto- bądź dwunastowieczny zbiór dzieł historycznych z wcześniejszych czasów, dowodzi, iż po śmierci Osulfa Nortumbria została podzielona na dwie części. Eadulf Evil-child (z ang. "złe dziecię") otrzymał ziemie pomiędzy zatoką Firth of Forth i rzeką Tees, a Oslac tereny pomiędzy ujściem rzek Humber i Tees.
Według Johna z Wallingfordu król Edgar podjął decyzję o takim podziale na wiecu w Yorku po to, by obszarem tym nie zarządzał tylko jeden człowiek. Historia Regum twierdzi, że taki podział miał miejsce nie w czasach Oslaca, lecz Osulfa i linią graniczną była raczej rzeka Tyne niż Tees. To sprawozdanie jest postrzegane jako mało wiarygodne.

## Dokonania
Oslac niejednokrotnie poświadczał akty prawne króla Edgara i sprawiał wrażenie oddanego sługi.
De primo Saxonum adventu podaje, że Oslac wraz z Eadulfem z Bamburgha i biskupem Chester-le-Street Ælfsige'iem towarzyszyli szkockiemu królowi Cináedowi mac Maíl Coluimowi w drodze do rezydującego w Wesseksie króla Anglii Edgara Spokojnego:
Dwaj earlowie (Oslac i Eadwulf) wraz z Ælfsige'iem, biskupem St Cuthbert [968-90] eskortowali Cinaeda do króla Edgara. Kiedy Cinead oddał królowi należyty hołd, otrzymał w darze ziemię Lothian, po czym został odesłany do swych nowych ziem.
O ile do tego wydarzenia w ogóle doszło, to musiało mieć miejsce między rokiem 968 a 975, czyli w latach, kiedy Ælfsige był biskupem, a Edgar umarł. Richard Fletcher datuje to wydarzenie na rok 973.
Historyk Geoffrey Barrow uważa, że to wydarzenie zapoczątkowało okres szkockiego panowania nad ziemiami położonymi pomiędzy rzeką Tweed i zatoką Firth of Forth (nazywanymi łącznie regionem Lothian). Alex Woolf sugeruje, że informacja dotycząca regionu Lothian mogła być nieprawdziwa. Miała ona jedynie uwiarygodnić zdarzenie, podczas którego król Szkocji w zamian za ziemie oddał hołd Anglii.

## Upadek i spuścizna
Tuż po śmierci króla Edgara w roku 975 Oslac został wygnany z Anglii. Kronika anglosaska nie podaje przyczyny banicji. Wersja C tejże kroniki opisuje owo zdarzenie następująco:
Mężnego Oslaca wypędzono z domu rodzinnego. Siwowłosy, światły mąż, zdolny mówca wygnany z ojcowizny gnany był przez wzburzone morze – siedlisko głuptaków, niespokojne wody, ojczyznę wielorybów.
Historyk Richard Fletcher sugeruje, że upadek Oslaca mógł być spowodowany jego protestami w sprawie przejęcia tronu przez Edwarda Męczennika.
Według Historia Eliensis Oslac był ojcem Thortha, czyli Thoreda. Jego następcą był mężczyzna imieniem Thored. Nie jest jednak historycznie potwierdzone, czy ów Thored był synem Oslaca, czy Gunnera, lecz historycy są bardziej skłonni uznać drugą wersję.
Gesta Herwardi podaje, że jego praprawnuczka Aedeva (Edith) była matką Herewarda Ostrożnego.